# Tipula (Savtshenkia) subalpium
Tipula (Savtshenkia) subalpium is een tweevleugelige uit de familie langpootmuggen (Tipulidae). De soort komt voor in het Palearctisch gebied.